# Physcomitrellopsis
Physcomitrellopsis là một chi rêu trong họ Funariaceae.